# Ihleburg
Ihleburg is een plaats en voormalige gemeente in de Duitse deelstaat Saksen-Anhalt, en maakt sinds 25 mei 2002 deel uit van de gemeente Stadt Burg, in de  Landkreis Jerichower Land.
Ihleburg ligt ongeveer 8 km ten noorden van Burg-stad. Langs de zuidrand van het dorp loopt het Elbe-Havelkanaal. Het dorp grenst in het noorden aan de gemeente Elbe-Parey. Ten noorden van Ihleburg liggen de Elbtalauen, ooibossen en oeverlanden langs de Elbe. Dit gebied is een natuurreservaat.

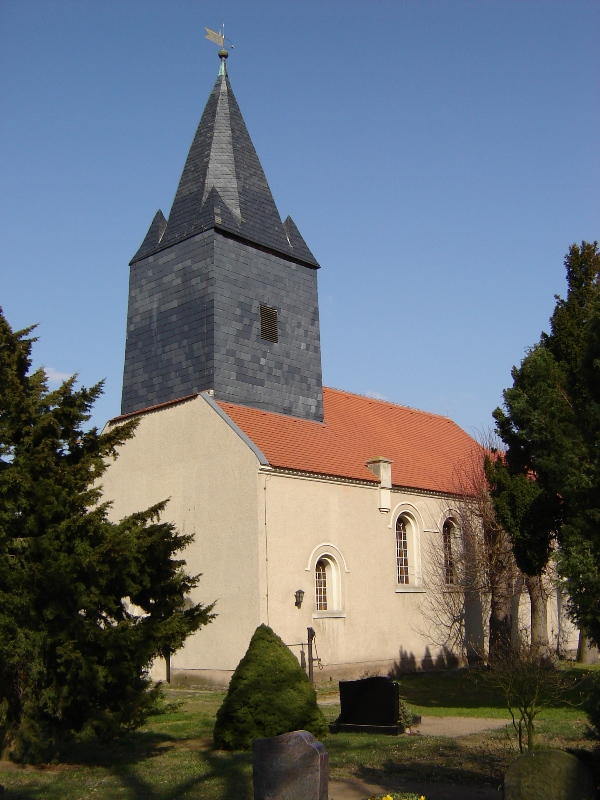
Kerk van Ihleburg

De evangelisch-lutherse dorpskerk van Ihleburg werd in 1878 op de ruïnes van een ouder godshuis gebouwd.